# Gephyromantis sculpturatus
Espèce
Synonymes
- Mantidactylus sculpturatus Ahl, 1929 "1928"

Statut de conservation UICN

 LC  : Préoccupation mineure
Gephyromantis sculpturatus est une espèce d'amphibiens de la famille des Mantellidae.

## Répartition

Aire de répartition de Gephyromantis sculpturatus.

Cette espèce est endémique de Madagascar. Elle se rencontre de 600 à 1 200 m d'altitude de Fierenana jusqu'à Ranomafana,.

## Publication originale
- Ahl, 1929 "1928" : Beschreibung neuer Frösche aus Madagascar. Mitteilungen aus dem Zoologischen Museum in Berlin, vol. 14, p. 469-484.

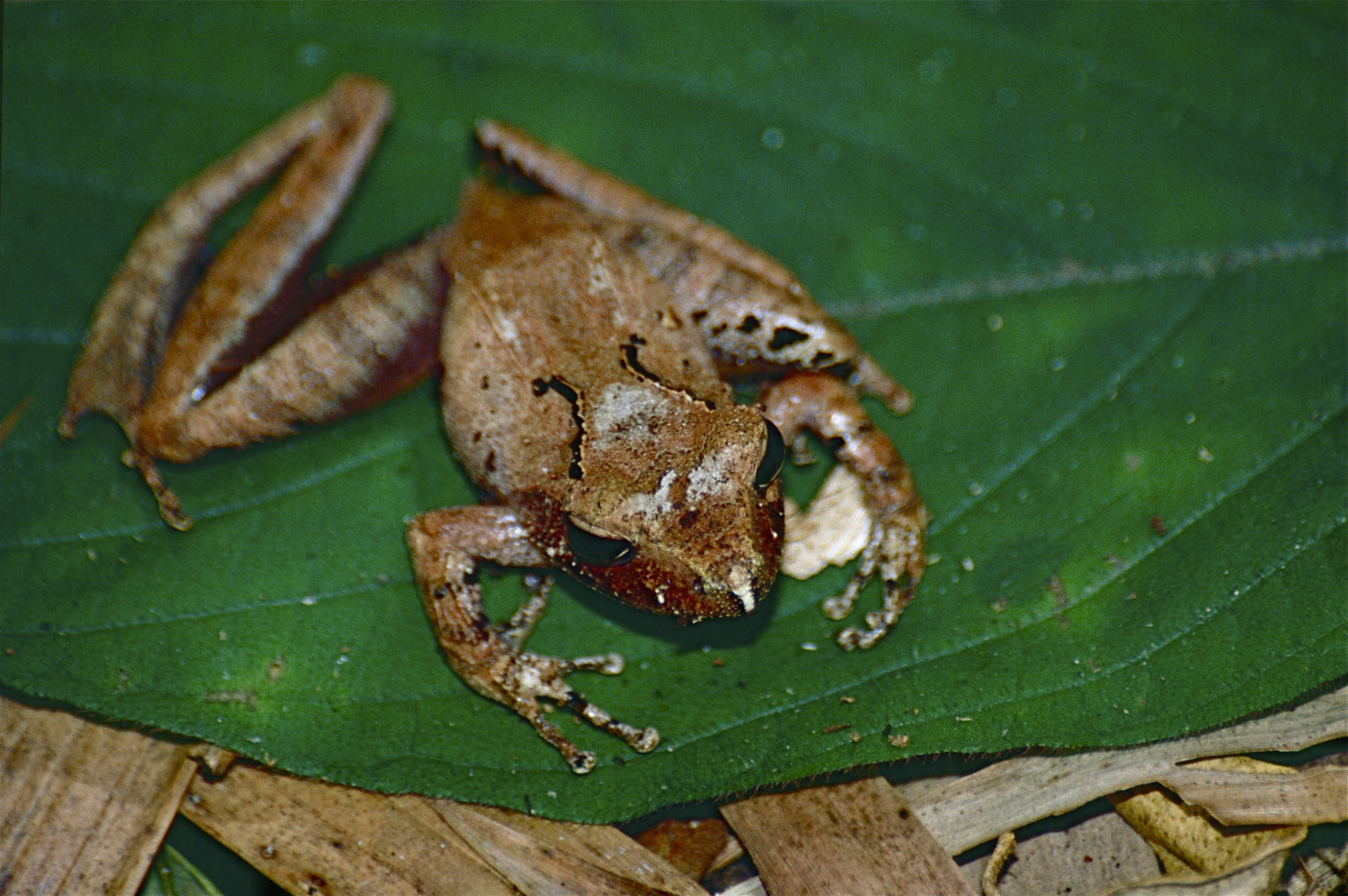
Gephyromantis sculpturatus (Perinet, Madagascar)